# Lepiej być zdrowym i bogatym niż biednym i chorym
Lepiej być zdrowym i bogatym niż biednym i chorym (słow. Lepšie byť bohatý a zdravý ako chudobný a chorý) – czechosłowacki film tragikomiczny z 1992 w reżyserii Juraja Jakubisko.

## Obsada
- Deana Horváthová jako Nona
- Dagmar Havlová jako Ester
- Juraj Kukura jako Robert
- Vilma Jamnická jako Margita
- Michaela Čobejová jako młoda Margita
- Ľubomír Paulovič jako Vilov
- Tomáš Žilinčík jako Laco
- V.D. Hoai Phuong jako Saigon
- Stano Dančiak jako kapitan Klinec
- Michal Gučík jako asystent Klinca
- Jiřina Třebická jako prostytutka
- Pavel Nový jako cinkciarz
- Jiří Pecha jako sprzedawca drewnianych kościółków
- František Velecký jako nacjonalista z baru
- František Kovár jako minister
- Zdeněk Dušek jako kierowca
- Vladimír Jedľovský